# Раковка (приток Средней Чебеньки)
Раковка — река в Саракташском районе Оренбургской области России. Левый приток реки Средняя Чебенька.
Длина реки 11 км. Течёт с юго-востока на северо-запад. Крупнейший приток — река Сюрюк (3 км от устья по правому берегу), имеет также 2 притока длиной менее 10 км.
На реке, у устья, расположен населённый пункт Вторая Александровка. У истока и у устья имеются малые пруды для оросительных нужд, образованные земляными плотинами. Через Раковку перекинуто 2 автомобильных моста. Река имеет водоохранную зону и прибрежные защитные полосы.

## Данные водного реестра
По данным государственного водного реестра России относится к Уральскому бассейновому округу, водохозяйственный участок реки — Сакмара от впадения реки Большой Ик и до устья. Речной бассейн реки — Урал (российская часть бассейна).
Код объекта в государственном водном реестре — 12010000712112200006510.